# 沃爾弗特 (新澤西州)
沃爾弗特（英語：Wolfert）是位於美國新澤西州格洛斯特縣的非建制地區。

## 地理
沃爾弗特所處的海拔為高於海平面15米（即49英呎），而該地所採用的時區為UTC-5，即北美东部时区（EST）。同時該地設有夏令時間，為UTC-5調快一小時，即UTC-4（EDT）。